# Уваровский сельсовет (Нижегородская область)
Уваровский сельсовет — сельское поселение в Бутурлинском районе Нижегородской области Российской Федерации.
Административный центр — село Уварово.

## История
Статус и границы сельского поселения установлены Законом Нижегородской области от 15 июня 2004 года № 60-З «О наделении муниципальных образований - городов, рабочих посёлков и сельсоветов Нижегородской области статусом городского, сельского поселения».

## Население
| 2002 | 2010 | 2012 | 2013 | 2014 | 2015 | 2016 |
| ---- | ---- | ---- | ---- | ---- | ---- | ---- |
| 960  | ↘930 | ↘903 | ↘894 | ↘877 | ↘856 | ↘840 |
| 2017 | 2018 | 2019 | 2020 |      |      |      |
| ↘839 | ↘821 | ↗823 | ↘821 |      |      |      |

## Состав сельского поселения
| № | Населённый пункт | Тип населённого пункта            | Население |
| - | ---------------- | --------------------------------- | --------- |
| 1 | Букалей          | село                              | ↘7        |
| 2 | Каменищи         | посёлок железнодорожного разъезда | ↘12       |
| 3 | Мары             | посёлок                           | ↗27       |
| 4 | Мокса            | село                              | ↘43       |
| 5 | Напалково        | село                              | ↘52       |
| 6 | Сластиха         | деревня                           | ↗15       |
| 7 | Тарталей         | село                              | ↗312      |
| 8 | Уварово          | село, административный центр      | ↘428      |
| 9 | Чернуха          | деревня                           | ↗34       |